# 常盤薬品
常盤薬品株式会社（ときわやくひん）は、かつて存在したアルフレッサ ホールディングス傘下の医薬品卸売業者。山口県宇部市に本社を置いていた。
2015年4月1日、広島県に本社を置くアルフレッサ ホールディングスの子会社である成和産業株式会社に吸収合併され、ティーエスアルフレッサ株式会社となった。
なお、兵庫県に本社を置く医薬品・化粧品販売の常盤薬品工業（ノエビアホールディングス傘下）とは全くの別会社であり、一切の資本・人材関係を持っていない。

## 沿革
- 1934年9月 - 合資会社常盤薬房を創業。
- 1953年12月 - 株式会社常盤薬局を設立。
- 1960年10月 - 現社名に商号変更。
- 1961年7月 - 下関市の土谷薬品（後のサンヨー医薬）と資本提携。
- 1969年9月 - 松江市の山王薬品を吸収合併。
- 1971年11月 - 本社を現在地に移転。
- 1982年5月 - システムをオンライン化。
- 1997年12月 - 下関市のサンヨー医薬を吸収合併。
- 2000年4月 - 株式を店頭公開（現在のJASDAQ）。
- 2012年2月 - アルフレッサ ホールディングスと業務提携を締結。
- 2012年9月 - JASDAQ市場の上場廃止。
- 2012年10月 - 株式交換によりアルフレッサ ホールディングスの完全子会社となる。
- 2015年4月 - 成和産業株式会社に吸収合併され、ティーエスアルフレッサ株式会社となる。

## 営業所
- 山口県 - 8
- 広島県 - 2
- 島根県 - 3
- 鳥取県 - 2
- 福岡県 - 5

## 備考
- 以前は武田薬品の山口県におけるシェア1位であった。現在は、アステムが山口県の武田薬品シェア1位、常盤薬品はシェア2位、エバルスはシェア3位である。
- 古くから山口県は九州と本土を結ぶ重要な地域であり、九州地方や広島県を地盤とする卸会社が多数進出し、市場は混乱していた。
- 他県への商品流失を嫌っていた武田薬品も徐々に筆頭株主であるエバルス（広島市）やアステム（大分市）へ比重を変えてきておりシェアは低くなっている。現在は自社株を持っているアステラス製薬が筆頭取引メーカーとなった。
- 武田薬品は、主力卸をメディパルホールディングスのグループに移してきており、今後アステム、バイタルネット（仙台市）、ほくやく（札幌市）との関係が気になるところである。
- 常盤薬品工業社長の起こした不祥事を受け、会社同士に関連性が無いことを強調するため、ホームページにてその旨の声明を記している。

## 主な取引メーカー
- アステラス製薬、大鵬薬品工業、大塚製薬、大日本住友製薬、武田薬品